# Luis Brignoni
Luis Brignoni, né le 9 novembre 1953, est un ancien joueur portoricain de basket-ball. Il évolue durant sa carrière au poste de meneur.

## Palmarès
- Finaliste des Jeux panaméricains de 1975